# Maquis de Rieumes

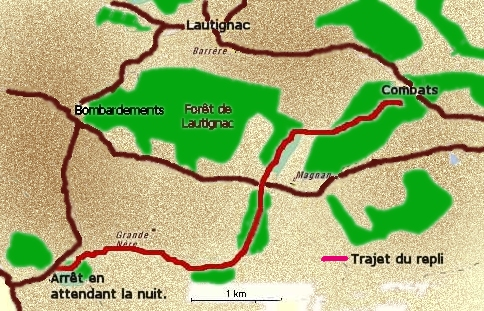
Plan d'évacuation.

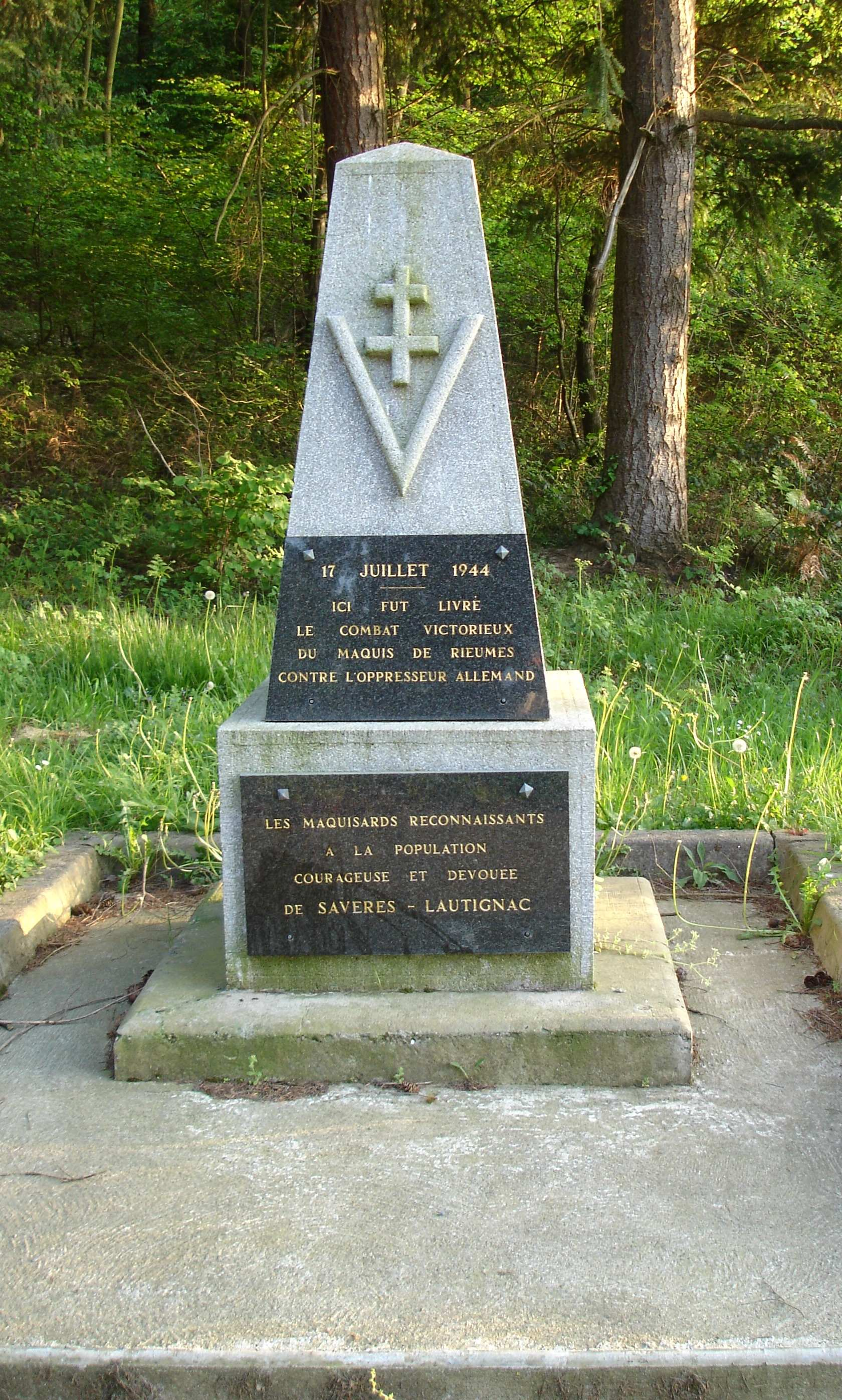
Stèle du Maquis de Rieumes

 (novembre 2024).

## Géographie
Maquis de la Deuxième Guerre mondiale situé dans le sud de la France près de Toulouse, autour de la commune de Rieumes, en Haute-Garonne, dans l'ex-région Midi-Pyrénées.

## Histoire
En 1942, le Juge d'instruction de Muret, André Reboul, constitue avec quelques patriotes le groupe qui en 1944 devient le Maquis de Rieumes.
En 1943, le groupe se renforce et est rejoint entre autres par Jules Delattre, capitaine retraité de l'Armée de l'air, retiré en zone libre dans l’ancien archiprêtré à Lherm qui devient le Commandant du Maquis de Rieumes et par les Rieumois : le Docteur Robert Roger (Médecin Capitaine de réserve), le Docteur Charles Chwartz (Médecin Lieutenant de réserve), Jean Lécussan (Adjudant chef retraité de l'Armée de terre).
L'année 1943 est consacrée au recrutement, à la formation, à l'organisation des équipes dans les villages des cantons d'Auterive, de Carbonne, de Muret et de Rieumes.
En 1944, les évènements s'accélèrent à la suite de parachutages annoncés par radio Londres, un dépôt d'armes est constitué à Rieumes. 
Le 1er juin "Messieurs, faites vos jeux", ce message annonce la mise en alerte.
Le 5 juin, deux autres messages "Le père la Cerise est verni" et "Veronese était un peintre" annoncent le débarquement en Normandie.
Dans la nuit, les groupes formés rejoignent la région boisée de Rieumes, ils se répartissent en trois compagnies dont une basée dans la forêt de Lautignac-Savères.
À la fin juin, le dispositif est allégé car le juge Reboul rejoint le corps franc Pommiès avec 200 hommes.

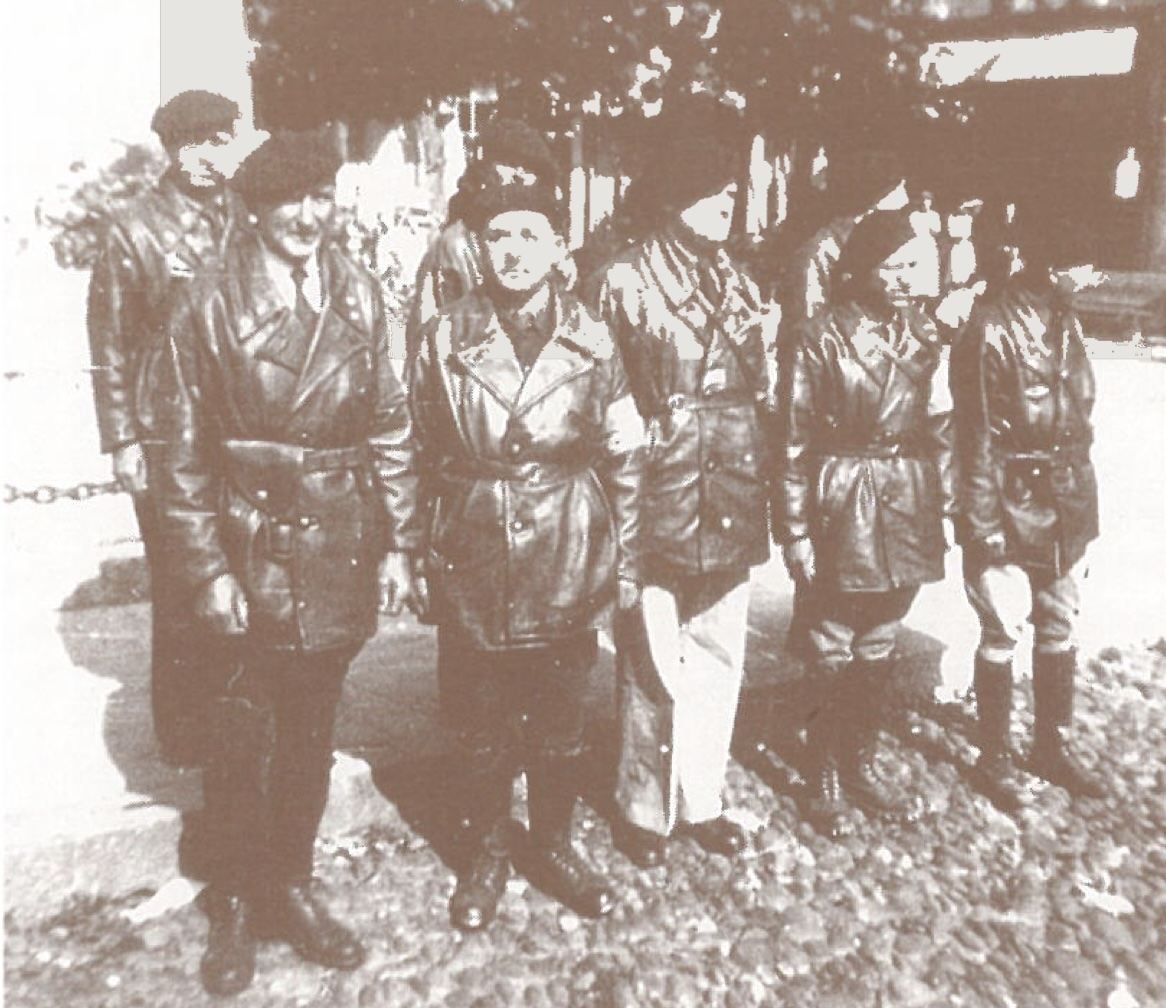
Le Capitaine Jules Delattre, au premier rang à gauche, devant le Monument aux Morts de Rieumes, le 14 juillet 1944.

## Les faits marquants du Maquis
- 7 juin 1944 : Sabotage de la voie ferrée à Capens
- 8 juin 1944 : Sabotage de lignes téléphoniques dans les cantons de Rieumes et de Carbonne.
- 10 juin 1944 : Sabotage de aiguillages et de pylônes HT à Noé.
- 11 juin 1944 : Sabotage de aiguillages et de pylônes HT à Muret.
- 12 juin 1944 : Destruction de conduites de gaz souterraines à Carbonne.
- 14 juin 1944 : Sabotage de pylônes HT à Le Fauga.
- 15 juin 1944 : Sabotage de aiguillages et de pylônes HT à Longages.
- 16 juin 1944 : Coup de main sur un dépôt de carburant sur l'aérodrome de Francazal.
- 29 juin 1944 : Sabotage de aiguillages et de pylônes HT, destruction d'une station de pompage d'eau pour les locomotives à vapeur à Muret.
- 2 juillet 1944 : Destruction de panneaux de signalisation SNCF, sabotage de la voie ferrée, destruction de lignes téléphoniques à Muret.
- 14 juillet 1944 : Dépôt d'une gerbe aux monument aux morts et défilé dans les villes de Rieumes et Muret.
- 15 juillet 1944 : Embuscade allemande (mort du Lieutenant Roger CABE, responsable de la section destructions)[6].
- Le 17 juillet, à 6 h du matin 4 bombardiers Ju 88 attaquent et déversent leurs bombes sur la partie de la forêt dans la direction de Sajas mais le maquis occupe l'autre extrémité (voir plan). Une partie de la forêt prendra feu[7],[8].

Vers midi, un drap blanc est posé par Berthe sur le pré de la "Rougeat", c'est le signal de l'arrivée des Allemands par la route.
La colonne comprend 2 tractions avant, 6 camions, une auto-mitrailleuse, une ambulance et 200 hommes environ. Les combats durent 3 heures et font une vingtaine de victimes parmi les troupes allemandes. Vers 15h, menacé d'encerclement le maquis qui n'avait pas de blessé, se replie vers Montastruc-Savès. (Voir plan).
- 20 juillet 1944 : Installation du Maquis dans la forêt de Fabas

Le Maquis poursuit son action jusqu'à la libération de Muret le 20 août 1944.
Une stèle de remerciement aux populations de Savères et Lautignac est érigée en bordure de la forêt.

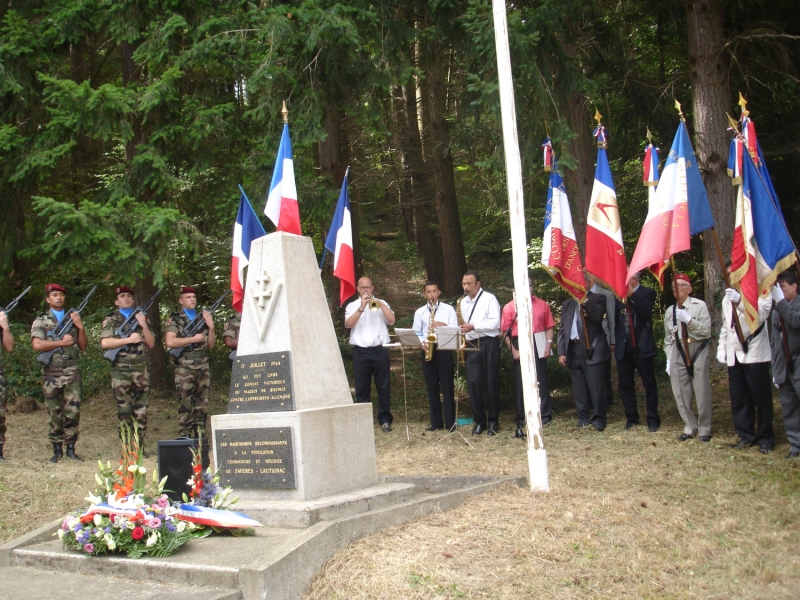
(9 août 2008).